# ニコル・パシニャン
ニコル・ヴォヴァイ・パシニャン（アルメニア語: Նիկոլ Վովայի Փաշինյան, ラテン文字転写: Nikol Vovayi Pashinyan, 1975年6月1日 - ）は、アルメニアのジャーナリスト、政治家。2018年5月8日より同国の首相を務めている。

## 来歴
アルメニア北部の都市、イジェヴァン出身。パシニャンは1998年に「オラギル」という日刊紙を創立し、自ら編集長に就任した。しかし翌年、当時の安全保障担当大臣セルジ・サルキシャンを批判したとして投獄され、オラギルも強制閉鎖された。その後、彼は新たに新聞「ハイカカン・ジャマナク」の編集者として務めた。
2007年、パシニャンは当時の大統領・ロベルト・コチャリャンの弾劾を掲げる政党を設立し、総選挙に参加したが、議席を獲得できなかった。2008年の大統領選挙では元大統領のレヴォン・テル＝ペトロシャン陣営に参加したが、対立候補のセルジ・サルキシャンに敗北。その後、テル＝ペトロシャンとパシニャンは不正選挙と主張して、大規模な反政府運動を起こした。警察と群集の激突により10人の参加者が死亡したため、パシニャンはアルメニア当局により起訴され、2010年に7年の実刑判決を受けた。
2011年、当局の恩赦により釈放された後、テル＝ペトロシャンと合流し再び市民運動を起こした。また、アルメニアの民主化および政治犯制度の撲滅運動に投身するとも宣言した。2012年の総選挙では野党のアルメニア国民会議から出馬し当選したが、2013年の大統領選では長年の盟友だったテル＝ペトロシャンと決別し、他党のラッフィ・ホヴァニスィアンを支持したが、再びサルキシャンに敗れた。この時もホヴァニスィアンが不正選挙と主張して反政府運動を起こし、パシニャンもこれに参加した。
2014年、パシニャンは自身が党首を務める政党「市民契約」を設立し、サルキシャン大統領を政界から追放すると宣言した。2017年の総選挙とエレバン市議選で連敗したが、2018年3月にサルキシャンが大統領退任後首相に転身したことを受け、大規模な反サルキシャン・反共和党運動を組織し、サルキシャンの首相辞任を要求した。その結果、サルキシャンは4月23日に辞職に追い込まれた。5月8日、議会はパシニャンを新しい首相として選出した。
パシニャンの首相就任後、アルメニア国内の報道の自由度が顕著に改善され、経済も旧ソ連諸国の中で上位の成長率を遂げた。その成果もあり、2018年の総選挙ではパシニャン率いる与党連合が大勝した。
パシニャンは隣国のトルコとの関係改善には意欲的であるが、ナゴルノ・カラバフの領有権問題については極めて強硬であるため、東隣のアゼルバイジャンとの関係正常化は極めて難しいと見られていた。2020年9月、国境での小競り合いによりアゼルバイジャンとの第二次ナゴルノ・カラバフ戦争が勃発し、44日間の戦争はアルメニア劣勢のまま停戦。ロシアの仲介の下でパシニャンは2020年ナゴルノ・カラバフ停戦協定に署名した。協定には、ナゴルノ・カラバフの周辺地域のアゼルバイジャンへの返還という項目が盛り込まれていたため、首都エレバンで大規模な抗議デモが発生した。デモ隊は政府庁舎に侵入し、パシニャンを裏切り者と糾弾して辞任を要求したが、パシニャンは一貫して辞任を拒否し続けた。2021年2月25日、アルメニア共和国軍のオニーク・ガスパリアン参謀総長ら軍高官は連名でパシニャンの辞任を要求したが、パシニャンはこれをクーデターの試みだとみなして彼らを解任すると表明した。アルメン・サルキシャン大統領はパシニャン首相は辞任すべきと表明した上、解任命令は憲法に違反するとして発出を拒否した。しかし、ガスパリアンらの解任は3月10日付で有効となった。政府は、大統領が定められた期間内に解任命令に署名せず提訴もしなかったため、解任が法的に有効になったと説明した。これに対し、サルキシャン大統領は憲法裁判所への提訴を試みたが、不首尾に終わった。
首相辞任の圧力が続く中、3月末にパシニャンは議会総選挙を前倒しするため4月に首相を辞任し、選挙まで暫定首相を務めると表明した。その後予告通り4月25日に首相を辞任し、総選挙まで暫定首相を務めることとなった。6月20日執行の議会総選挙ではパシニャン率いる与党・市民契約が得票率53.9％で勝利した。野党は不正があったと主張して結果を受け入れなかったが、8月2日にサルキシャン大統領はパシニャンを再び首相に任命した。2023年5月22日、パシニャンは領域内のアルメニア系住人の安全確保を条件として、ナゴルノ・カラバフの主権をアゼルバイジャンに認める用意があることを示唆した。その後はアルメニア国内でアメリカと合同軍事演習を行うなど欧米に接近する動きを強めたが、同年9月19日にアゼルバイジャンがナゴルノ・カラバフからのアルメニア軍の撤退と軍事インフラの無力化を目的とした軍事行動を開始。20日、アルツァフ共和国大統領府は、ロシアが仲介した停戦を受け入れ「ナゴルノ・カラバフからのアルメニア軍の撤退、武装組織の解散と完全武装解除で合意した」とする声明を出した。エレバンではアルツァフの敗北と武装解除の責任は不介入を決めこんだパシニャンにあるとして、野党勢力を中心に抗議活動が実施された。

## 人物

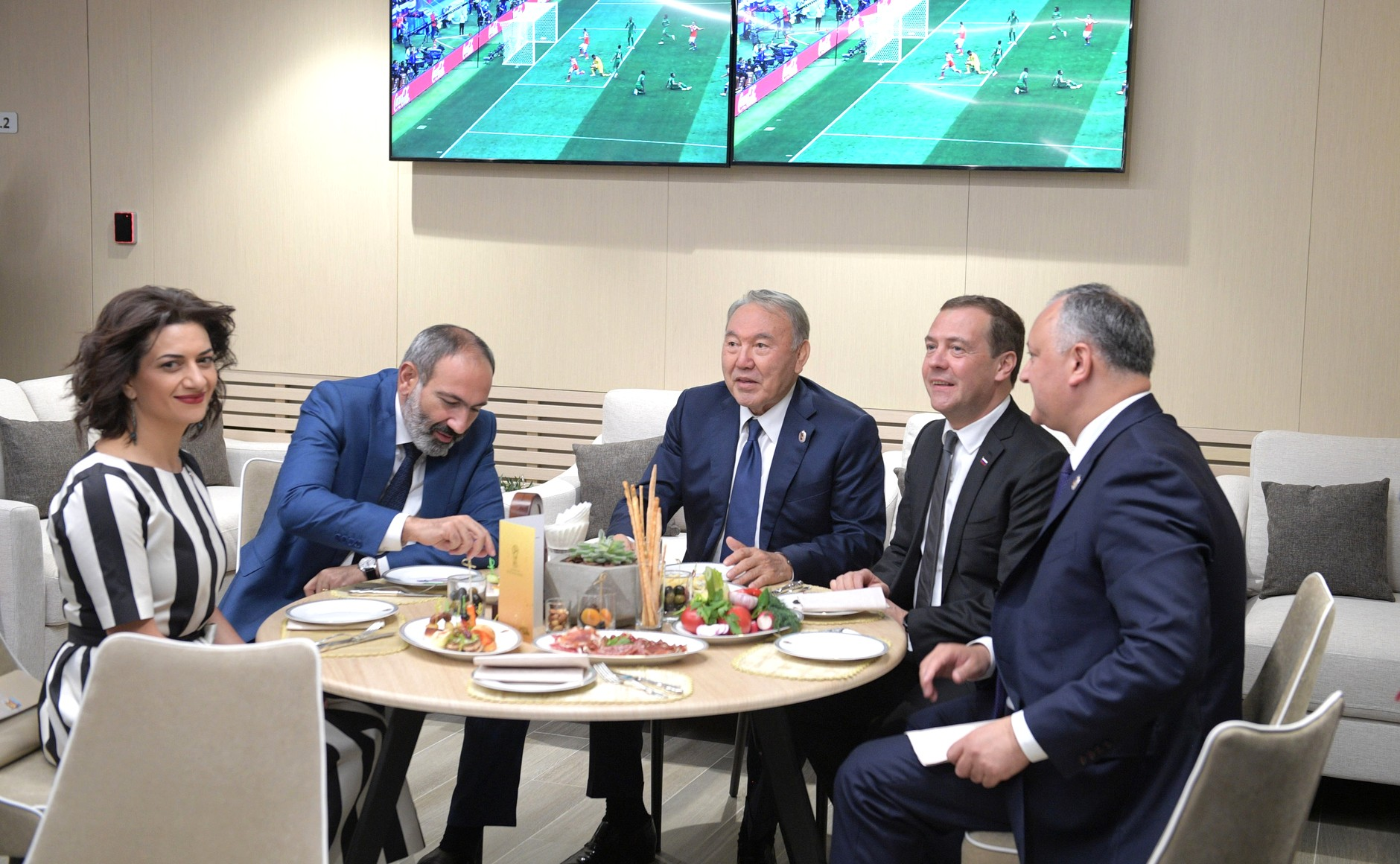
2018年6月14日、2018 FIFAワールドカップ試合の休憩中にて（左からアンナ・ハコビャン、ニコル・パシニャン、ヌルスルタン・ナザルバエフ、ドミートリー・メドヴェージェフ）

パートナーは同じくジャーナリストのアンナ・ハコビャン。2人の間に1男3女をもうけたが、未だに正式に結婚していない。ハコビャンは2012年より、「ハイカカン・ジャマナク」の編集長を務めている。
なお、息子は2020年のナゴルノ・カラバフ戦争でアルツァフに行き、前線でボランティアとして奉仕した。
2020年6月、パシニャンおよび家族全員がSARSコロナウイルス2にかかったと自ら公表した。